# Siesta (álbum)
Siesta es el nombre del cuarto y último álbum de estudio de la banda argentina de rock progresivo Aquelarre, editado en 1975.

## Detalles
Con «Siesta», Aquelarre realizó un importante aporte al rock argentino. El disco es rústico y pastoral, tanto en su sonido como en sus letras. Como ejemplo pueden mencionarse los temas «Cacería en el bosque» y «Savia de los aromos». La naturaleza está presente, de una u otra manera, en todas las canciones del disco.
En lo instrumental, el disco está plagado de colchones de sintetizadores vintage (Fender Rhodes y Hohner clavinet) que le agregan un fondo jazzero a la mezcla. Vale mencionar que los primeros en utilizar moogs y mellotrones en la Argentina fueron Hugo González Neira y Charly García. «Cacería en el bosque» tiene casi ocho minutos de duración y presenta una variedad de climas sonoros.
Una de las canciones del álbum, «Savia de los aromos», tiene como destinataria a Mirta, la mujer con la que el guitarrista Héctor Starc compartió 18 años de matrimonio y es la madre de sus hijas. Ella, que en ese momento no se mostró interesada en el músico, inspiró esta canción.
Aquelarre pudo esquivar la censura de la dictadura cívico-militar. "A nosotros no nos censuraban porque las letras eran demasiado inteligentes como para que las entendiesen los milicos", comentó Starc en 1998. En la contraportada del LP original se incluyen las letras de todas las canciones.No obstante, entre la lista de canciones que las radioemisoras tenían prohibido difundir, se encontraba una de Aquelarre: "Violencia en el Parque", que en ese momento sólo estaba disponible en un simple de 1973.
Ya antes de que Siesta se pusiera a la venta, la banda decidió iniciar una gira por España. «Estábamos a punto de disolvernos. El viaje salvó el grupo porque allá no éramos más estrellas, no había plomos (asistentes de escenario, en la jerga argentina) y teníamos que cargar todo nosotros mismos. Esas cosas hicieron que nos uniéramos de vuelta», reconoce Starc (E.Abalos, pág 118). Pero en 1977 Aquelarre regresó a Buenos Aires para brindar el concierto despedida en el Luna Park, con Carlos Cutaia en reemplazo de González Neira, editando, a su vez, un disco con sus mejores éxitos. Hubo además tiempo para sus últimos recitales de despedida en la ciudad de Montevideo, Uruguay, los días 14,15 y 16 de marzo de 1978. Poco después, Garcia y Starc formarían Tantor, un grupo de jazz-rock junto al bajista Machi Rufino..

## Lista de canciones
| N.º   | Título                        | Duración |  |
| 1.    | «Pájaro de la locura»         | 5:04     |  |
| 2.    | «Árboles caídos para siempre» | 3:33     |  |
| 3.    | «Canto cetrino»               | 3:50     |  |
| 4.    | «Siesta cambiada»             | 6:30     |  |
| 5.    | «Cacería en el bosque»        | 7:57     |  |
| 6.    | «Savia de los aromos»         | 3:10     |  |
| 7.    | «El hombre cercano»           | 8:00     |  |
| 38:20 |                               |          |  |

## Créditos
- Emilio del Guercio – Voz, bajo, guitarra e ilustración de portada
- Héctor Starc – Guitarra, coros y 1.ª voz en "Savia de los aromos"
- Hugo González Neira - Órgano Hammond, Clavinet, Sintetizador ARP 2600 y coros
- Rodolfo García – Batería, Percusión, vibráfón, coros y 1.ª voz en "Árboles caidos para siempre"
- Aquelarre – Composición, arreglos y producción
- Juan Gatti - Layout de portada
- Eduardo Martí – fotografía[4]